# Bandera de Rivera
La Bandera del departamento de Rivera, Uruguay, consta de un rectángulo, el cual en su primer cuarto izquierdo contiene el color azul.
En dicho cuarto, y sobre la parte superior, figura el escudo de Rivera. Los otros tres cuartos de la bandera corresponden a las 9 franjas de la bandera de Uruguay en forma vertical.
La bandera fue aprobada el 15 de septiembre de 1998, y su diseño fue creado por Cinthia Castelo Cortiñas, ganadora de un concurso del municipio. El 1 de octubre de ese año fue izada por primera vez, al conmemorarse el 114 aniversario del departamento.
- Datos: Q1879733